# روب ستيوارت
روب ستيوارت (بالإنجليزية: Rob Stewart)‏ (و. 1961 – م) هو ممثل، وممثل أفلام، من كندا، ولد في تورونتو.

## التعليم
تعلم في جامعة واترلو.

## وصلات خارجية
- روب ستيوارت على موقع IMDb (الإنجليزية)
- روب ستيوارت على موقع ألو سيني (الفرنسية)
- روب ستيوارت على موقع أول موفي (الإنجليزية)
- روب ستيوارت على موقع قاعدة بيانات الأفلام السويدية (السويدية)
- روب ستيوارت على موقع قاعدة بيانات الفيلم (الإنجليزية)
- روب ستيوارت على موقع كينوبويسك (الروسية)